# Diócesis de Uppenna
La Diócesis de Uppenna (en latín Uppennensis es una sede desaparecida de la Iglesia católica ubicada en la antigua provincia romana de Bizacena en Túnez y actual sede titular asignada a Obispos auxiliares católicos.

## Obispos titulares
- Mons. Bernardo José Bueno Miele (Del 25 de enero de 1967 al 12 de julio de 1972 en que fue nombrado Arzobispo en Brasil)
- Mons. Sergio Obeso Rivera (Del 15 de enero de 1974 al 12 de marzo de 1979 en que fue nombrado Arzobispo de Xalapa, en México)
- Mons. Jan de Bie (Desde el 13 de marzo de 1987 ocupa el título ahora como Obispo auxiliar emérito en Bélgica)